# Schenkon
Schenkon (schweizerdeutsch Schänke [ʃæŋkχə]) ist eine Einwohnergemeinde im Schweizer Kanton Luzern. Sie liegt im Wahlkreis Sursee.

## Geographie
Die Gemeinde, die im regionalen Dialekt Schänke genannt wird, liegt am Nordwestende des Sempachersees östlich von Sursee. Das Dorf und die Ortsteile Greuel und Zellfeld im Nordwesten sind mittlerweile zusammengewachsen. An einem Hang an der Strasse Sursee-Beromünster 1 km nördlich des Dorfs ist durch eine rege Bautätigkeit der Ortsteil Tannberg (590 m ü. M.) entstanden. Nordöstlich davon liegt der Weiler Tann (663 m ü. M.). Der Weiler Zopfenberg (621 m ü. M.) liegt 2,5 km in nordwestlicher Richtung des Dorfs und der weitest entfernte Weiler Zollhus (505 m ü. M.; 2,8 km nordwestlich des Dorfs) in der Ebene zwischen Sursee und Geuensee am Zollbach.
Schenkon grenzt an Eich, Geuensee, Beromünster und Sursee.

## Bevölkerung
| Bevölkerungsentwicklung | Bevölkerungsentwicklung |
| Jahr                    | Einwohner               |
| ----------------------- | ----------------------- |
| 1850                    | 671                     |
| 1900                    | 572                     |
| 1930                    | 578                     |
| 1960                    | 756                     |
| 1970                    | 701                     |
| 1980                    | 1154                    |
| 1990                    | 1667                    |
| 2000                    | 2104                    |
| 2010                    | 2539                    |
| 2020                    | 3040                    |

Die Einwohnerzahl ging infolge Abwanderung in die Industriezentren in der zweiten Hälfte des 19. Jahrhunderts stark zurück (1850–1900: − 14,8 %). Nach einer Stillstandsphase stieg sie von 1930 bis 1960 erheblich an (+ 30,8 %). Die 1960er-Jahre brachten einen Bevölkerungsrückgang. Seit 1970 hat sich die Zahl der Bewohner mehr als vervierfacht (Gründe: landschaftliche Lage, Bau der Autobahn, niedrige Steuern; Anstieg 1970–2004: + 243,9 %).

### Sprachen
Die Bevölkerung benutzt als Alltagssprache Luzerndeutsch, eine hochalemannische Mundart. Bei der letzten Volkszählung im Jahr 2000 gaben 96,44 % Deutsch, 0,62 % Italienisch und 0,38 % Serbokroatisch als Hauptsprache an.

### Religionen – Konfessionen
In früheren Zeiten gehörte die gesamte Einwohnerschaft der römisch-katholischen Kirche an. Heute (Stand 2000) gibt es 80,94 % römisch-katholische und 10,93 % evangelisch-reformierte Christen. Daneben findet man 4,61 % Konfessionslose und 0,38 % Muslime.

### Herkunft – Nationalität
Ende 2022 waren von den 3076 Einwohnern 2840 Schweizer und 236 (= 7,7 %) Ausländer. Die Einwohnerschaft bestand aus 92,3 % Schweizer Staatsbürgern. Ende 2022 stammten die ausländischen Einwohner aus Deutschland (96 Personen), Italien (20), Portugal (13), Kroatien (11) und Spanien (10). 62 Personen stammten aus dem übrigen Europa, und 24 waren aussereuropäischer Herkunft.

## Geschichte
Am Sempachersee wurden Überreste von Pfahlbauten aus prähistorischer Zeit gefunden. Reste einer römischen Villa und Alemannengräber beweisen, dass Schenkon auch in frühhistorischer Zeit besiedelt war. Erste namentliche Erwähnung findet der Ort als Scenchofen in einer Besitzbestätigung von Kaiser Friedrich I. gegenüber dem Chorherrenstift Beromünster im Jahr 1173 und ist damit ein alter -hofen-Namen. Später gehörte es zu den Besitzungen der Habsburger und wurde zu einem Teil des Michelsamts. Die Herren von Schenkon übten für die Habsburger die Herrschaft aus. Im Jahr 1415 eroberte die Stadt Luzern das Michelsamt. Bis 1798 blieb der Ort ein Teil der Landvogtei Michelsamt. Seit 1803 gehört Schenkon zum Distrikt bzw. späteren Amt bzw. heutigen Wahlkreis Sursee.
Am 1. Januar 2015 wechselte der Weiler Tann mit einer zugehörigen Fläche von 29'069 m² von der Gemeinde Beromünster zur Gemeinde Schenkon.

## Ruine Schenkon
Auf Gemeindegebiet befindet sich die Burgstelle der ehemaligen Burg Schenkon. Diese wurde erstmals 1203 urkundlich erwähnt, im Jahr 1302 dann ausdrücklich im Zusammenhang mit den Herren von Schenkon. Vielleicht schon im Sempacherkrieg zerstört, wurde die Ruine 1736 vom Rat der Stadt Luzern zum Abbruch freigegeben und diente zum Wiederaufbau der zwei Jahre zuvor abgebrannten Stadt Sempach. 1899 fanden archäologische Grabungen statt, doch anschliessend wurde die damals noch stattliche Ruine erneut als Steinbruch benützt. Heute erinnern nur noch wenige, 1992 gesicherte Überreste an die einstige Burg.

## Politik

### Gemeinderat
Der Gemeinderat Schenkon besteht aus fünf Mitgliedern und ist wie folgt aufgestellt (Stand März 2024):
- Marcel Häberli (SVP): Gemeindepräsident
- Ignaz Peter (Die Mitte): Finanzvorsteher
- Rolf Bossart (SVP): Bauvorsteher
- Astrid Erni (Die Mitte): Sozialvorsteherin
- Raphael Wyss (FDP): Bildungsvorsteher

### Kantonsratswahlen
Bei den Kantonsratswahlen 2023 des Kantons Luzern betrugen die Wähleranteile in Schenkon: SVP 28,48 %, Mitte (mit GenMitte) 26,54 %, FDP 24,24 %, Grüne (mit JG und GrüneKuG) 7,32 %, glp 7,26 % und
SP (mit JUSO) 6,15 %.

### Nationalratswahlen
Bei den Schweizer Parlamentswahlen 2023 betrugen die Wähleranteile in Schenkon: SVP 30,0 %, Mitte 27,8 %, FDP 22,5 %, SP 6,5 %, glp 6,2 %, Grüne 5,0 %, übrige 2,1 %.

## Verkehr

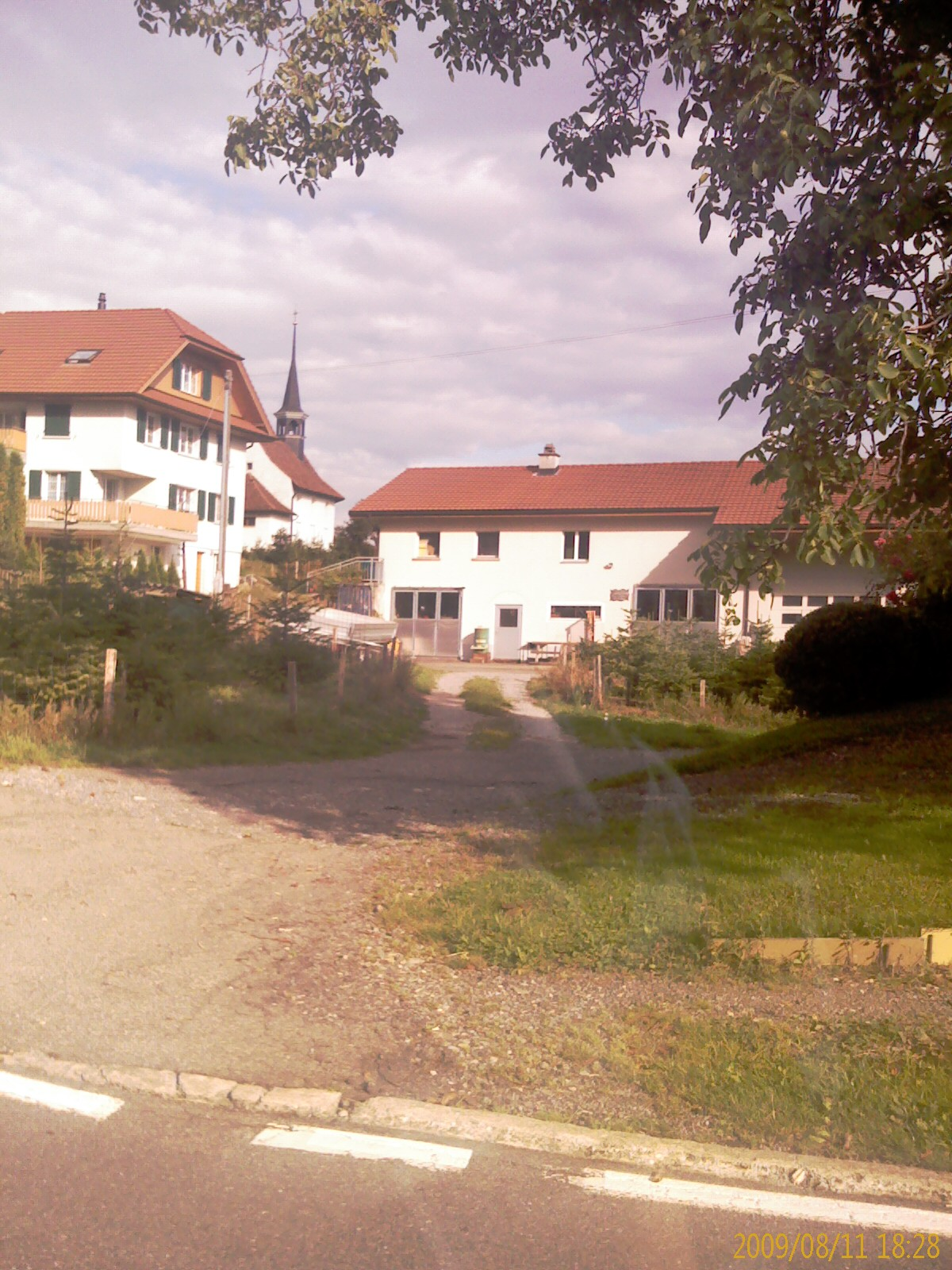
Tann (Gemeinde Schenkon)

Die Gemeinde ist durch die Postautolinie Sursee–Schenkon–Sempach-Station und die Buslinie Sursee–Schenkon–Beromünster ans Netz des öffentlichen Verkehrs angeschlossen. Sowohl Sursee wie Sempach-Station sind Haltestellen an der Bahnstrecke Olten–Luzern.
Das Dorf Schenkon liegt an der Hauptstrasse 2 Sursee–Sempach. Der Ortsteil Zellfeld ebenso – und zusätzlich an der Hauptstrasse 23 Sursee–Beromünster. Der nächstgelegene Autobahnanschluss Sursee an der A2 ist nur 2 km entfernt.

## Persönlichkeiten
- Johann Jakob Heller (1807–1876), in Tann geborener Arzt und Politiker, Nationalrat